# Yakety Sax

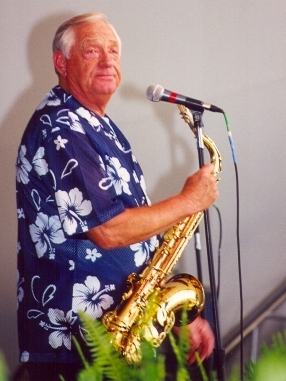
Boots Randolph.

Yakety Sax är ett musikstycke för saxofon, skrivet och ursprungligen framfört av Boots Randolph. Det är framför allt känt som vinjett till The Benny Hill Show, och som bakgrundsmusik till komiska scener, såsom dörrspringarfarser.
Det innehåller en passage från Gladiatorernas intåg.
Chet Atkins gjorde 1964 en cover på låten, kallad "Yakety Axe" där "axe" refererar till en gitarr. Låten spelas som originalet fast med gitarr istället för saxofon. På Atkins och Mark Knopflers album Neck and Neck gjordes den om i ny version med en sångtext.